# ジョン・ゲイティンズ
ジョン・ゲイティンズ（John Gatins、1968年4月16日 - ）は、アメリカ合衆国の脚本家、映画監督、俳優である。脚本作品に『夢駆ける馬ドリーマー』、『コーチ・カーター』、『リアル・スティール』、『フライト』がある。

## 生い立ち
ニューヨーク市マンハッタンで生まれる。父親は警察官である。後に家族でポキプシー市に移り、アーリントン高校、ヴァッサー大学に通った。1990年に演劇の学位を取得し卒業した。

## キャリア
大学卒業はより演劇を学ぶためにロサンゼルスへ移った。初めての出演作は『Witchboard 2: The Devil's Doorway』であった。1999年に出演した『バーシティ・ブルース』の監督であるブライアン・ロビンスがプロデュースし、マイケル・トーリンが監督する『サマーリーグ』でゲイティンズは脚本家デビューを果たした。ゲイティンズの脚本2作目『陽だまりのグラウンド』の監督もトーリンである。2005年には3作目『コーチ・カーター』が公開された。さらに同年、『夢駆ける馬ドリーマー』で脚本だけでなく監督も初めて経験した。ゲイティンズはユナイテッド・タレント・エージェンシーに所属した。
ゲイティンズはスティーヴン・スピルバーグが製作総指揮し、リチャード・マシスンの1956年の短編を基にしたSF映画『リアル・スティール』の企画に抜擢された。ゲイティンズは原案を受け取り、父と息子の関係の要素などを組み込んだ。同作は2011年10月7日に公開された。
1999年よりゲイティンズは『フライト』の脚本を執筆しており、2009年時点で149ページであった。ロバート・ゼメキス監督、デンゼル・ワシントン主演で映画化が実現し、2012年に公開され、批評家から高く評価された。これによりゲイティンズは第85回アカデミー賞脚本賞などにノミネートされた。
『リアル・スティール』の成功を受け、ドリームワークスはその続編を企画し、ゲイティンズの続投を検討している。ゲイティンズはまた、エレクトロニック・アーツのコンピュータゲーム『ニード・フォー・スピード』の映画化企画に兄弟のジョージとともに取り組んでい。

## フィルモグラフィ
| 年   | 作品名                                                   | クレジット | 役名                         | 備考                                          |
| ---- | -------------------------------------------------------- | ---------- | ---------------------------- | --------------------------------------------- |
| 1993 | Witchboard 2: The Devil's Doorway                        | 出演       | ラッセル                     |                                               |
| 1994 | パンプキンヘッド2 Pumpkinhead II: Blood Wings            | 出演       | Young Caspar Dixon           | ビデオ映画                                    |
| 1995 | レプリコーン3                                            | 出演       | スコット・マッコイ           | ビデオ映画                                    |
| 1998 | ゴッド・アンド・モンスター Gods and Monsters             | 出演       | Kid Saylor                   | クレジット無し                                |
| 1998 | アナザー・デイ・イン・パラダイス Another Day in Paradise | 出演       | フィル                       |                                               |
| 1999 | バーシティ・ブルース Varsity Blues                       | 出演       | 笑う男                       |                                               |
| 2001 | サマーリーグ Summer Catch                                | 脚本       | N/A                          |                                               |
| 2001 | 陽だまりのグラウンド Hardball                            | 脚本       | N/A                          |                                               |
| 2001 | クローン Impostor                                        | 出演       | Patient-Soldier              |                                               |
| 2002 | ビッグ・ライアー Big Fat Liar                            | 出演       | Tow Truck Driver             |                                               |
| 2005 | コーチ・カーター Coach Carter                            | 脚本       | N/A                          |                                               |
| 2005 | 夢駆ける馬ドリーマー Dreamer                             | 監督・脚本 | N/A                          |                                               |
| 2006 | シャギー・ドッグ The Shaggy Dog                          | 出演       | Homeless Guy                 |                                               |
| 2007 | マッド・ファット・ワイフ Norbit                          | 出演       | Attendant                    |                                               |
| 2008 | デイブは宇宙船 Meet Dave                                 | 出演       | Air Traffic Controller       |                                               |
| 2009 | Harmony and Me                                           | 出演       | Homeless Tom                 |                                               |
| 2010 | Fred: The Movie                                          | 出演       | Car Wash Clerk #1            | テレビ映画                                    |
| 2010 | Terriers                                                 | 出演       | Beach Bum                    | テレビシリーズ 第1シーズン第13話「Hail Mary」 |
| 2011 | リアル・スティール Real Steel                            | 脚本・出演 | キングピン                   |                                               |
| 2011 | Fred 2: Night of the Living Fred                         | 出演       | 皿洗い                       | テレビ映画                                    |
| 2012 | ジャックはしゃべれま1,000 A Thousand Words               | 出演       | ヴァレト                     |                                               |
| 2012 | フライト Flight                                          | 脚本       | N/A                          | アカデミー脚本賞ノミネート                    |
| 2014 | ニード・フォー・スピード Need for Speed                  | 原案・製作 | N/A                          |                                               |
| 2016 | Spectral                                                 | 脚本       | N/A                          |                                               |
| 2017 | キングコング:髑髏島の巨神 Kong: Skull Island             | 脚本       | N/A                          |                                               |
| 2017 | パワーレンジャー Power Rangers                           | 脚本       | N/A                          |                                               |
| 2019 | Mr.&Ms.スティーラー Lying and Stealing                   | 出演       | エイトン・エイゼンシュタット |                                               |